# Marmont-Pachas
 Marmont-Pachas  es una población y comuna francesa, en la región de Aquitania, departamento de Lot y Garona, en el distrito de Agen y cantón de Laplume.

## Demografía
| 112 | 108 | 82 | 76 | 67 | 91 |
| Para los censos de 1962 a 1999 la población legal corresponde a la población sin duplicidades (Fuente: INSEE [Consultar]) |     |    |    |    |    |